# Trichostomum flexicaule
Trichostomum flexicaule là một loài rêu trong họ Pottiaceae. Loài này được (Schwägr.) Bruch & Schimp. mô tả khoa học đầu tiên năm 1843.